# Trattnerit
Das Mineral Trattnerit ist ein sehr selten vorkommendes Ringsilikat aus der Milaritgruppe mit der Endgliedzusammensetzung □□2Fe3+2Mg3Si12O30. Es kristallisiert mit hexagonaler Symmetrie und entwickelt blaue, plattige bis prismatische Kriställchen von wenigen Millimetern Größe.
Trattnerit findet sich in silikatreichen Fremdgesteinseinschlüssen in Basalten. Neben seiner Typlokalität, dem Haüyn-Nephelinit-Steinbruch Stradner Kogel in der Steiermark, Österreich, ist Trattnerit bisher nur an einer weiteren Lokalität gleichen Typs nachgewiesen, dem Basaltsteinbruch Caspar am Ettringer Bellerberg in der Vulkaneifel, Deutschland.

## Etymologie und Geschichte
Entdeckt wurde Trattnerit Ende 1999 von Walter Trattner im Steinbruch am Stradner Kogel, wo eine dünne Basaltlavadecke abgebaut wird. Zur Bestimmung gab er seine Proben an das Landesmuseum Joanneum, wo sie von den Mineralogen um W. Postl wissenschaftlich untersucht wurden. Sie charakterisierten das neue Mineral als □-Fe3+-Analog von Merrihueit und benannten es nach seinem Entdecker Walter Trattner aus Bad Waltersdorf in der Steiermark, einem leidenschaftlichen Sammler und Spezialisten für die Minerale der steirischen Vulkane, der mit dem Klöchit noch ein weiteres Mineral der Milaritgruppe entdeckte.

## Klassifikation
Da der Trattnerit erst 2002 als eigenständiges Mineral anerkannt wurde, ist er in der zuletzt 1977 überarbeiteten 8. Auflage der Mineralsystematik nach Strunz noch nicht verzeichnet.
Im Lapis-Mineralienverzeichnis nach Stefan Weiß, das sich aus Rücksicht auf private Sammler und institutionelle Sammlungen noch nach dieser alten Form der Systematik von Karl Hugo Strunz richtet, erhielt das Mineral die System- und Mineral-Nr. VIII/E.22-50. In der „Lapis-Systematik“ entspricht dies der Klasse der „Silikate und Germanate“ und dort der Abteilung „Ringsilikate“, wo Trattnerit zusammen mit Agakhanovit-(Y), Almarudit, Armenit, Berezanskit, Brannockit, Chayesit, Darapiosit, Dusmatovit, Eifelit, Emeleusit, Faizievit, Friedrichbeckeit, Klöchit, Lipuit, Merrihueit, Milarit, Oftedalit, Osumilith, Osumilith-(Mg), Poudretteit, Roedderit, Shibkovit, Sogdianit, Sugilith, Yagiit und Yakovenchukit-(Y) die „Milarit-Osumilith-Gruppe“ (VIII/E.22) mit der Struktur doppelter Sechseringe [Si12O30]12− bildet (Stand 2018).
Die von der International Mineralogical Association (IMA) zuletzt 2009 aktualisierte 9. Auflage der Strunz’schen Mineralsystematik ordnet den Trattnerit ebenfalls in die Abteilung der „Ringsilikate“ ein. Diese ist weiter unterteilt nach der Struktur der Ringe, so dass das Mineral entsprechend seinem Aufbau in der Unterabteilung „[Si6O18]12−-Sechser-Doppelringe“ zu finden ist. Darin gehört es mit Agakhanovit-(Y), Almarudit, Armenit, Berezanskit, Brannockit, Chayesit, Eifelit, Darapiosit, Dusmatovit, Friedrichbeckeit, Klöchit, Merrihueit, Milarit, Oftedalit, Osumilith, Osumilith-(Mg), Poudretteit, Roedderit, Shibkovit, Sogdianit, Sugilith und Yagiit zur „Milaritgruppe“ mit der System-Nr. 9.CM.05.
Die Systematik der Minerale nach Strunz (9. Auflage) wird von „Hudson Institute of Mineralogy“ in der Mineraldatenbank „Mindat.org“ weitergeführt. Hier gehört Trattnerit in die Klasse „Silicate und Germanate“ und die Abteilung der „Ringsilikate“ (englisch [Cyclosilicates). Diese ist weiter unterteilt nach der Zähligkeit und Multiplizität der Silicatringe und Trattnerit wird in der Unterabteilung „sechser-Doppelringe“ (englisch Si6O18]2- 6-membered double rings) mit der Systemnummer 9.CM geführt, zusammen mit den zuvor aufgeführten Mineralen der Milarit-Gruppe, den neu hinzugekommenen Mineralen Aluminosugilith und Laurentthomasit sowie dem verwandten Mineral Faizievit.
Auch die vorwiegend im englischen Sprachraum gebräuchliche Systematik der Minerale nach Dana ordnet den Trattnerit in die Klasse der „Silikate und Germanate“, dort allerdings in die bereits feiner unterteilte Abteilung der „Ringsilikate: Kondensierte Ringe“ ein. Hier ist er in der „Milarit-Osumilith-Gruppe (Milarit-Osumilith-Untergruppe)“ mit der System-Nr. 63.02.01a innerhalb der Unterabteilung „Ringsilikate: Kondensierte, 6-gliedrige Ringe“ zu finden.

## Chemismus
Trattnerit hat die Endgliedzusammensetzung □□2Fe3+2Mg3Si12O30 und ist das □-Fe3+-Endglied einer Mischkristallreiche von Roedderit/Merrihueit über Chayesit zu Trattnerit, der die Austauschreaktionen
- [B]Na + [T2]Mg2+ = [B]□ + [T2]Fe3+ (Roedderit - Chayesit)
- [C]K + [A]Mg2+ = [C]□ + [A]Fe3+ (Chayesit - Trattnerit)

zugrunde liegen.
Die empirische Zusammensetzung aus der Typlokalität ist
- [C](Na0,01K0,07) [A,T2](Fe3+1,99Ti0,01Mg2,46Fe2+0,30Mn2+0,08Zn0,05Al0,04) [T1][Si12O30],

wobei in den eckigen Klammern die Position in der Kristallstruktur angegeben ist.

## Kristallstruktur
Trattnerit kristallisiert mit hexagonaler Symmetrie der Raumgruppe P6/mcc (Raumgruppen-Nr. 192) und den Gitterparametern a = 10.050 Å und c = 14.338 Å sowie zwei Formeleinheiten pro Elementarzelle.
Trattnerit ist isotyp zu Milarit, d. h., er kristallisiert mit der gleichen Struktur wie Milarit. Die 12-fach koordinierte C-Position ist leer, ebenso wie die 9-fach koordinierte B-Position.
Eisen verteilt sich zu gleichen Teilen auf die 6-fach koordinierte A-Position und die tetraedrisch koordinierten T2-Position. Die A-Position enthält zur Hälfte dreiwertige Kationen (Fe3+) und zweiwertige Kationen (Mg, Fe2+), die T2-Position zu 1/3 Fe3+ und zu 2/3 die zweiwertigen Kationen Mg, Fe2+.
Die T1-Position, die die 6er-Doppelringe aufbaut, enthält nur Silizium (Si4+).

## Bildung und Fundorte
Trattnerit bildet sich bei hohen Temperaturen und niedrigem Druck unter oxidierenden Bedingungen in siliziumreichen und aluminiumarmen Xenolithen in basaltischen Magmen.
Weltweit ist Trattnerit nur an zwei Fundorten dokumentiert worden (Stand Januar 2025).
An seiner Typlokalität, dem Haüyn-Nephelinit-Steinbruch der Firma Appel an der Westseite des Stradner Kogels östlich von Wilhelmsdorf in der Steiermark, Österreich, findet sich Trattnerit in siliziumreichen Xenolithen aus Sanidin, Plagioklas, Quarz und selten grünem Klinopyroxen. In kleinen, nur wenige Millimeter großen Hohlräumen dieser Fremdgesteinseinschlüsse tritt tiefblauer Trattnerit zusammen mit Tridymit, Hämatit, strohgelbem Orthopyroxen und rotbraunem Amphibol auf.
Der zweite dokumentierte Fundort ist der Steinbruch Caspar am Bellerberg-Vulkan bei Ettringen, Mayen in der Eifel, Rheinland-Pfalz, Deutschland.